# Alexandre Émile Lapie
Pour les articles homonymes, voir Lapie.
Alexandre Émile Lapie, né le 3 décembre 1800 à Paris et mort le 6 novembre 1871 dans le 6e arrondissement de Paris, est un officier et cartographe français.

## Biographie
Fils du colonel cartographe Pierre Lapie, avec lequel il a élaboré plusieurs cartes, il suit fidèlement ses pas dans la carrière militaire. Admis comme élève dans le corps des ingénieurs géographes en 1818, il est nommé sous-lieutenant le 1er octobre 1821, puis lieutenant en 1825. Après avoir officié plusieurs années en qualité de professeur adjoint de topographie à l’École militaire de Saint-Cyr en 1827, il est employé à l’élaboration de la carte de France en tant que chef d’une brigade topographique. Capitaine en 1831, il est promu chef d'escadron en 1849. Affecté au Dépôt de la Guerre, il en dirige en dernier lieu la Première section (géodésie-topographie-dessin et gravure). Élevé au grade de lieutenant-colonel d'état-major en 1858, il est admis à la retraite en 1861.
Chevalier de la Légion d'honneur en 1839 puis officier du même ordre en 1860, Alexandre Émile Lapie était membre de la Société de géographie.
Il est l’auteur de nombreuses cartes géographiques et  historiques, réalisées pour la plupart en collaboration avec son père. 

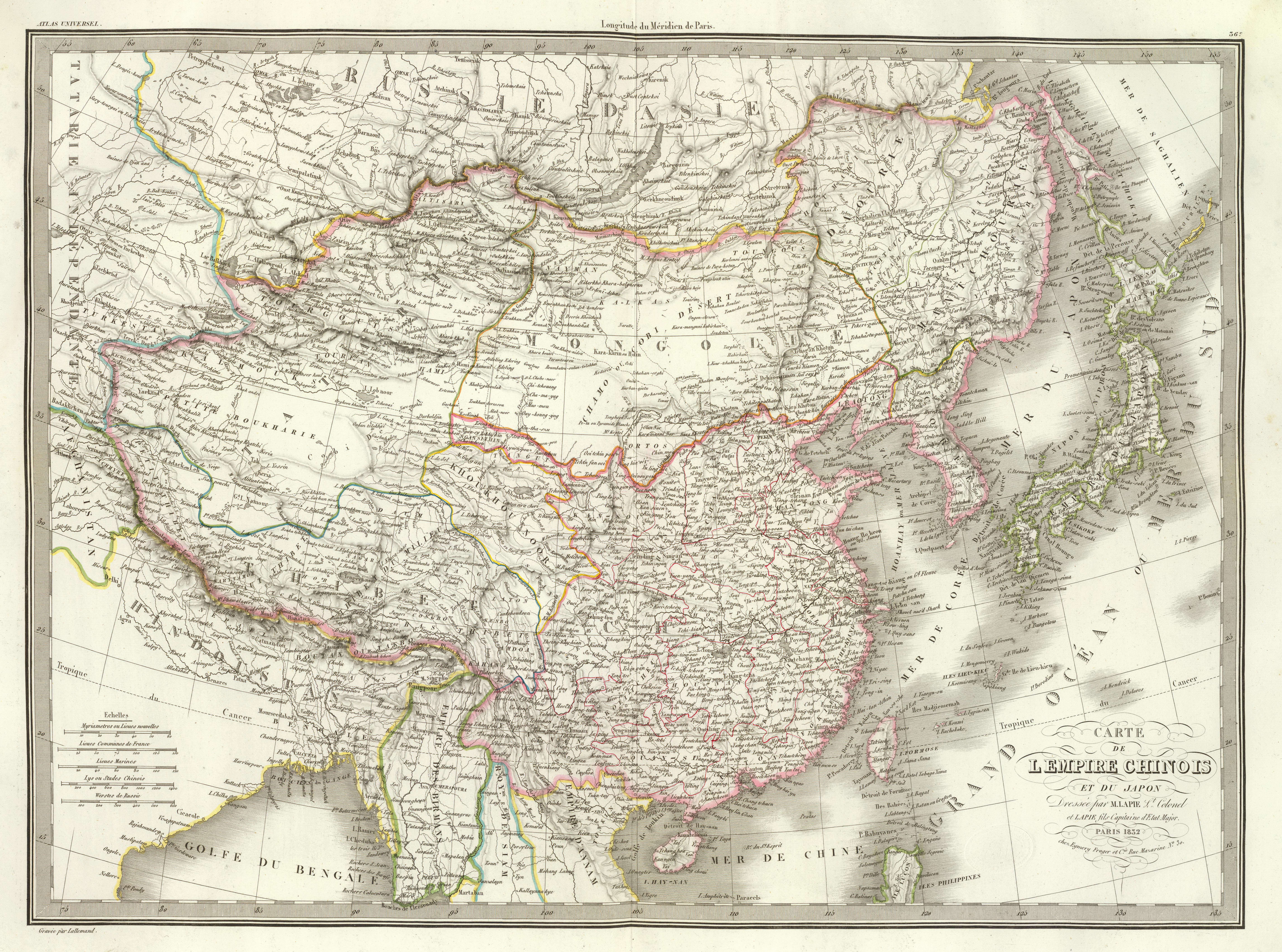
Carte de l'Empire chinois (Dynastie Qing) en 1832 par Pierre et Alexandre Emile Lapie